# 滑雪部队
滑雪部队指在战争中配备滑雪板以辅助战斗的部队，历史上相关记录主要集中在欧洲地区。

## 历史

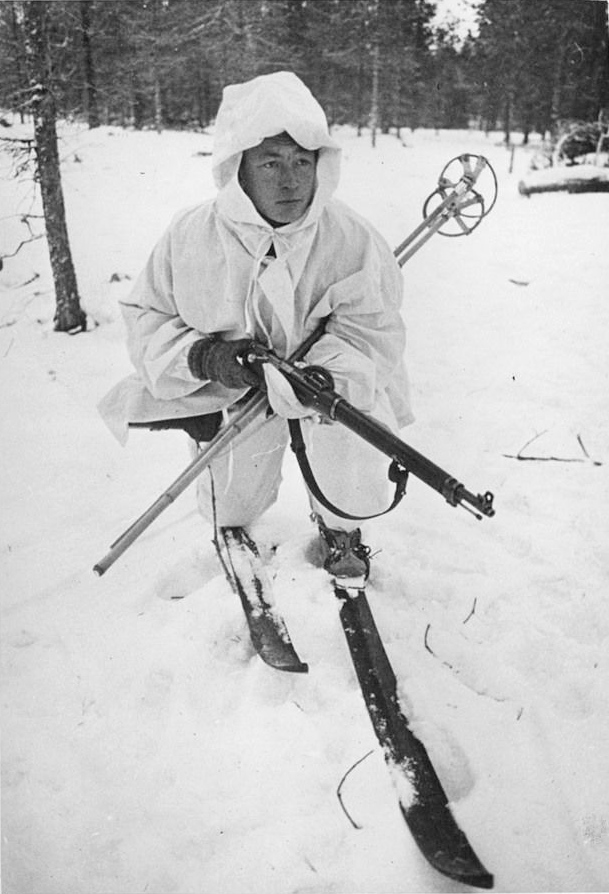
Army-Wintertime-during-the-Finnish-Russian-War-1939-1940-142347257236

### 中世纪时期
12世纪挪威内战时期，挪威士兵在奥斯陆之战（Battle of Oslo）中装备雪板辅助侦察，这是有关滑雪部队最早的记录。

### 第二次世界大战时期
1939年冬季战争中，芬兰组建了若干滑雪部队，他们身着白色战服、易于隐蔽，对苏联军队采用游击战术。芬军滑雪部队依靠其敏捷的高机动性对苏军造成了有力的打击。苏军在战争期间也试图组建滑雪部队，但由于雪板质量较差，战斗力较芬军滑雪部队更差。冬季战争之后，苏联吸取经验开始大规模训练滑雪部队，该部队在1941年莫斯科战役中发挥了重要作用。
美国在二战期间组建了陆军第10山地师，并且对该部队进行滑雪训练，美国奥运滑雪选手罗尔夫·蒙森（Rolf Monsen）参与了训练指导。该部队随后在意大利参与战斗。

## 名人
埃莫·科伊武宁（Aimo Koivunen）是二战时期的芬兰士兵。他在1944年执行滑雪哨兵任务时被苏联军队袭击包围，并与战友走散。由于长途滑雪疲惫不堪，他服用了全部他负责携带的柏飞丁（甲基苯丙胺），随后他由于用药过渡精神失常并晕厥过去。最后他成功逃脱苏军袭击并存活下来。他是唯一有记载的在战争中服用甲基苯丙胺过量的士兵。

## 沿袭至今
18世纪中期挪威开始组织军事滑雪比赛，现在冬季奥运会项目冬季两项由此演变而来。